# Hypericum lloydii
Hypericum lloydii är en johannesörtsväxtart som först beskrevs av Henry Knute Knut Svenson, och fick sitt nu gällande namn av P. Adams. Hypericum lloydii ingår i släktet johannesörter, och familjen johannesörtsväxter. Inga underarter finns listade i Catalogue of Life.